# Mercury-Atlas 8
Mercury-Atlas 8 (MA-8) s kabinou pojmenovanou Sigma 7 byl třetí pilotovaný kosmický let v rámci programu Mercury, který se uskutečnil 3. října 1962. Astronaut Schirra byl ve vesmíru přes 9 hodin.

## Posádka
- Walter Schirra (1)

V závorkách je uvedený dosavadní počet letů do vesmíru včetně této mise.

### Záložní posádka
- Leroy Cooper

## Parametry mise
- Hmotnost: 1370 kg
- Perigeum: 153 km
- Apogeum: 285 km
- Orbitální inklinace: 32,5 °
- Doba oběhu: 89 minut
- Nosná raketa: Atlas

## Start
Kosmická loď Mercury 8 odstartovala z kosmodromu Eastern Test Range na mysu Canaveral 3. října 1962 s pomocí rakety Atlas – D. Jejím velitelem a jediným členem posádky byl Walter Marty Schirra, Jr., pátý Američan ve vesmíru, devátý astronaut Země. Cílem letu bylo zjistit rozsah potřeb úprav kabiny pro let dlouhý 24 hodin.

## Průběh letu

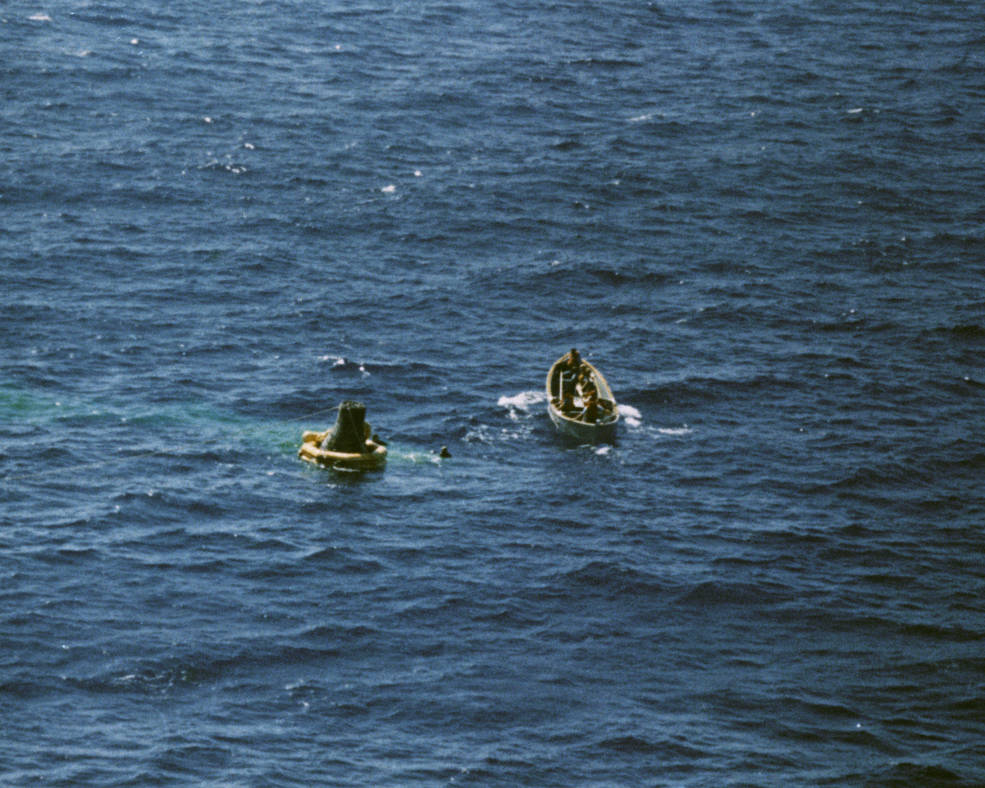
Vylovení kabiny Sigma 7 z Tichého oceánu v říjnu 1962

Během letu se porouchala automatická regulace klimatizace skafandru. Schirra dokázal stabilizovat řízení lodě po odpojení automatiky, kvůli úsporám energie často vypínal spojení. Walter za letu fotografoval Zemi i hvězdy a pořídil kamerou záznam světelných jevů pro potřeby americké meteorologické služby. Potřebovala vědět, jaké druhy fotografických filtrů je nejlépe používat pro snímkování z meteorologických družic.
Ke konci letu se zapojily brzdící motory, vyprázdněné rakety byly odhozeny, ve výši 8820 metrů se otevřel první stabilizační padák, ve výši 3100 metrů padák hlavní.
Kabina lodě s kosmonautem přistála na hladině Tichého oceánu po 9 hodinách letu a 6 obletech Země. Za necelou hodinu byl Schirra i s kabinou vytažen na palubu letadlové lodě USS Kearsarge. 